# جيمس فاغان
جيمس فاغان (بالإنجليزية: James Fagan) هو مغني أسترالي، ولد في 1972.

## وصلات خارجية
- جيمس فاغان على موقع ميوزك برينز (الإنجليزية)
- جيمس فاغان على موقع ديسكوغز (الإنجليزية)